# Rome (Géorgie)
Pour les articles homonymes, voir Rome (homonymie).
La ville de Rome est le siège du comté de Floyd, dans l’État de Géorgie, aux États-Unis. Sa population s’élevait à 36 303 habitants lors du recensement de 2010, estimée à 36 634 habitants en 2018. C’est la ville la plus peuplée du comté.

## Démographie
| 1860  | 1870  | 1880  | 1890  | 1900  | 1910   |
| ----- | ----- | ----- | ----- | ----- | ------ |
| 4 010 | 2 748 | 3 877 | 6 957 | 7 291 | 12 099 |

| 1920   | 1930   | 1940   | 1950   | 1960   | 1970   |
| ------ | ------ | ------ | ------ | ------ | ------ |
| 13 252 | 21 843 | 26 282 | 29 615 | 32 336 | 30 759 |

| 1980   | 1990   | 2000   | 2010   | - | - |
| ------ | ------ | ------ | ------ | - | - |
| 29 654 | 30 326 | 34 980 | 36 303 | - | - |

## Personnalité liées
- Eliza Frances Andrews

## Sport
Le Coosa Country Club Golf Course est un terrain de golf de la ville inscrit au Registre national des lieux historiques depuis le 14 avril 2022.

## Évocation
Le nom de cette ville est cité par Ingrid Bergman dans le film La Maison du docteur Edwardes. Un peu plus tard, dans le film, on comprend qu'il s'agit d'une confusion avec la capitale italienne .

## Source
- (en) Cet article est partiellement ou en totalité issu de l’article de Wikipédia en anglais intitulé « Rome, Georgia » (voir la liste des auteurs).